# Calephelis
Genre
Synonymes
- Calephalis[1]
- Calephilis[1]
- Callephelis Stichel, 1930[1]
- Lephelisca Barnes & Lindsey, 1922[1]

Calephelis est un genre de papillons américains de la famille des Riodinidae.

## Systématique
Le genre Calephelis a été créé par Augustus Radcliffe Grote et Coleman Townsend Robinson (d) en 1869.

## Liste d'espèces
Selon BioLib (4 mai 2021) :
- Calephelis acapulcoensis McAlpine, 1971
- Calephelis argyrodines (H.W. Bates, 1866)
- Calephelis arizonensis (McAlpine, 1971)
- Calephelis aymaran McAlpine, 1971
- Calephelis azteca McAlpine, 1971
- Calephelis bajaensis McAlpine, 1971
- Calephelis borealis (Grote & Robinson, 1866)
- Calephelis braziliensis McAlpine, 1971
- Calephelis brevis Austin, 2008
- Calephelis browni McAlpine, 1971
- Calephelis burgeri McAlpine, 1971
- Calephelis candiope (Druce, 1904)
- Calephelis canus Austin, 2008
- Calephelis clenchi McAlpine, 1971
- Calephelis costaricicola Strand, 1916
- Calephelis distinctus Austin, 2008
- Calephelis dreisbachi McAlpine, 1971
- Calephelis exigua Austin, 1993
- Calephelis freemani McAlpine, 1971
- Calephelis fulmen Stichel, 1910
- Calephelis guatemala McAlpine, 1971
- Calephelis huasteca McAlpine, 1971
- Calephelis inca McAlpine, 1971
- Calephelis indistinctus Austin, 2008
- Calephelis iris (Staudinger, 1876)
- Calephelis laverna (Godman & Salvin, 1886)
- Calephelis matheri McAlpine, 1971
- Calephelis maya McAlpine, 1971
- Calephelis mexicana McAlpine, 1971
- Calephelis montezuma McAlpine, 1971
- Calephelis muticum McAlpine, 1937
- Calephelis nemesis (W.H. Edwards, 1871)
- Calephelis nilus (Felder & Felder, 1861)
- Calephelis perditalis Barnes & McDunnough, 1918
- Calephelis rawsoni McAlpine, 1939
- Calephelis rotundum Austin, 2008
- Calephelis sacapulas McAlpine, 1971
- Calephelis schausi McAlpine, 1971
- Calephelis sinaloensis McAlpine, 1971
- Calephelis sixola McAlpine, 1971
- Calephelis sodalis Austin, 1993
- Calephelis stallingsi McAlpine, 1971
- Calephelis tapuyo McAlpine, 1971
- Calephelis tikal Austin, 1993
- Calephelis velutina (Godman & Salvin, 1878)
- Calephelis virginiensis (Guérin-Méneville, 1832)
- Calephelis wellingi McAlpine, 1971
- Calephelis wrighti Holland, 1930
- Calephelis yautepequensis Maza & Turrent, 1977
- Calephelis yucatana McAlpine, 1971